# Gerardo Rodríguez (músico)
Gerardo Enrique Rodríguez es un músico, productor discográfico e ingeniero de sonido cubano-estadounidense, reconocido principalmente por su trabajo como trompetista para artistas como Marc Anthony, Thalía, Maluma, Ricardo Arjona, Tito Nieves, Aymée Nuviola, Prince Royce, Camila Cabello y Ricardo Montaner, entre otros. Por su labor en la industria de la música, Rodríguez ha cosechado nominaciones a los Premios Grammy Latinos.

## Biografía

### Inicios y carrera
Nacido en Cuba, los inicios de su carrera artística se desarrollaron principalmente en Miami, Estados Unidos. Como trompetista principal, ha participado en la grabación de artistas de salsa como Oscar d'León, Marc Anthony, Tito Nieves, La India, Richie Ray, Víctor Manuelle, Rey Ruiz y Aymée Nuviola, al igual que con artistas de otros géneros musicales como Maluma, Prince Royce, Ricardo Arjona, Thalía y Ricardo Montaner. Igualmente, ha realizado presentaciones en vivo en Europa y América, y ha tocado en el Radio City Music Hall de la ciudad de Nueva York en dos oportunidades, con Montaner y Marc Anthony.

### Nominaciones a los Premios Grammy Latinos y actualidad
En 2016 se integró a la banda de Marc Anthony como músico. Dos años después logró una nominación a los Premios Grammy Latinos como trompetista en el disco de Aymée Nuviola, Como anillo al dedo, en la categoría de mejor álbum de fusión tropical. También en 2018 fue invitado por el músico y compositor cubano Chucho Valdés para que tocara la trompeta principal en el supergrupo de jazz Irakere durante una larga gira mundial.
En 2019 participó en la grabación del álbum Opus de Marc Anthony, y tres años después logró una nueva nominación a los Premios Grammy Latinos en su faceta como productor e ingeniero de sonido en la categoría de álbum del año por su trabajo en Pa'llá voy, del cantante estadounidense. Durante una presentación de la gira de este disco en la ciudad de Valencia, España, Rodríguez interpretó con su trompeta el Himno de Cuba como homenaje a su país natal.
En 2022 compartió escenario con la cantante Camila Cabello como trompetista principal durante una presentación de la artista en el Mes de la Herencia Hispana en Miami, y en noviembre del mismo año estrenó a través de la plataforma YouTube la canción instrumental «Mary Did You Know», acompañado por un coro góspel y una orquesta de cuerda.
Otros álbumes destacados en los que ha participado como músico o productor a partir de la década de 2010 incluyen Más de mí de Tony Succar, Five de Prince Royce y Circo soledad de Ricardo Arjona. Radicado en Miami, Rodríguez ha registrado también apariciones en televisión en eventos como los Premios Grammy, los Premios Lo Nuestro y los Premios Grammy Latinos, entre otros.
La compañía de instrumentos musicales Victory Musical Instruments diseñó una trompeta de edición especial en honor al músico, conocida como «Trumpet of Jesus».

## Discografía destacada
| Año  | Título                  | Artista        | Rol                             |
| ---- | ----------------------- | -------------- | ------------------------------- |
| 2017 | Circo Soledad           | Ricardo Arjona | Trompetista                     |
| 2017 | Five                    | Prince Royce   | Trompetista                     |
| 2018 | Nunca es tarde          | Felipe Muñiz   | Trompetista                     |
| 2019 | Believed                | Elysanij       | Compositor y productor          |
| 2019 | Más de mí               | Tony Succar    | Trompetista                     |
| 2019 | Opus                    | Marc Anthony   | Trompetista                     |
| 2020 | Salsa, Jazz & Beethoven | Richie Ray     | Trompetista                     |
| 2022 | Pa'llá voy              | Marc Anthony   | Ingeniero de sonido y productor |
| 2022 | ¡Señor, sostenme!       | Jaime Rosa     | Trompetista y bajista           |

## Premios y reconocimientos
| Año  | Evento                 | Categoría                      | Obra nominada       | Resultado |
| ---- | ---------------------- | ------------------------------ | ------------------- | --------- |
| 2018 | Premios Grammy Latinos | Mejor álbum de fusión tropical | Como anillo al dedo | Nominado  |
| 2022 | Premios Grammy Latinos | Álbum del año                  | Pa'llá voy          | Nominado  |